# Megastes praxiteles
Megastes praxiteles là một loài bướm đêm trong họ Crambidae.